# ウパスンダ

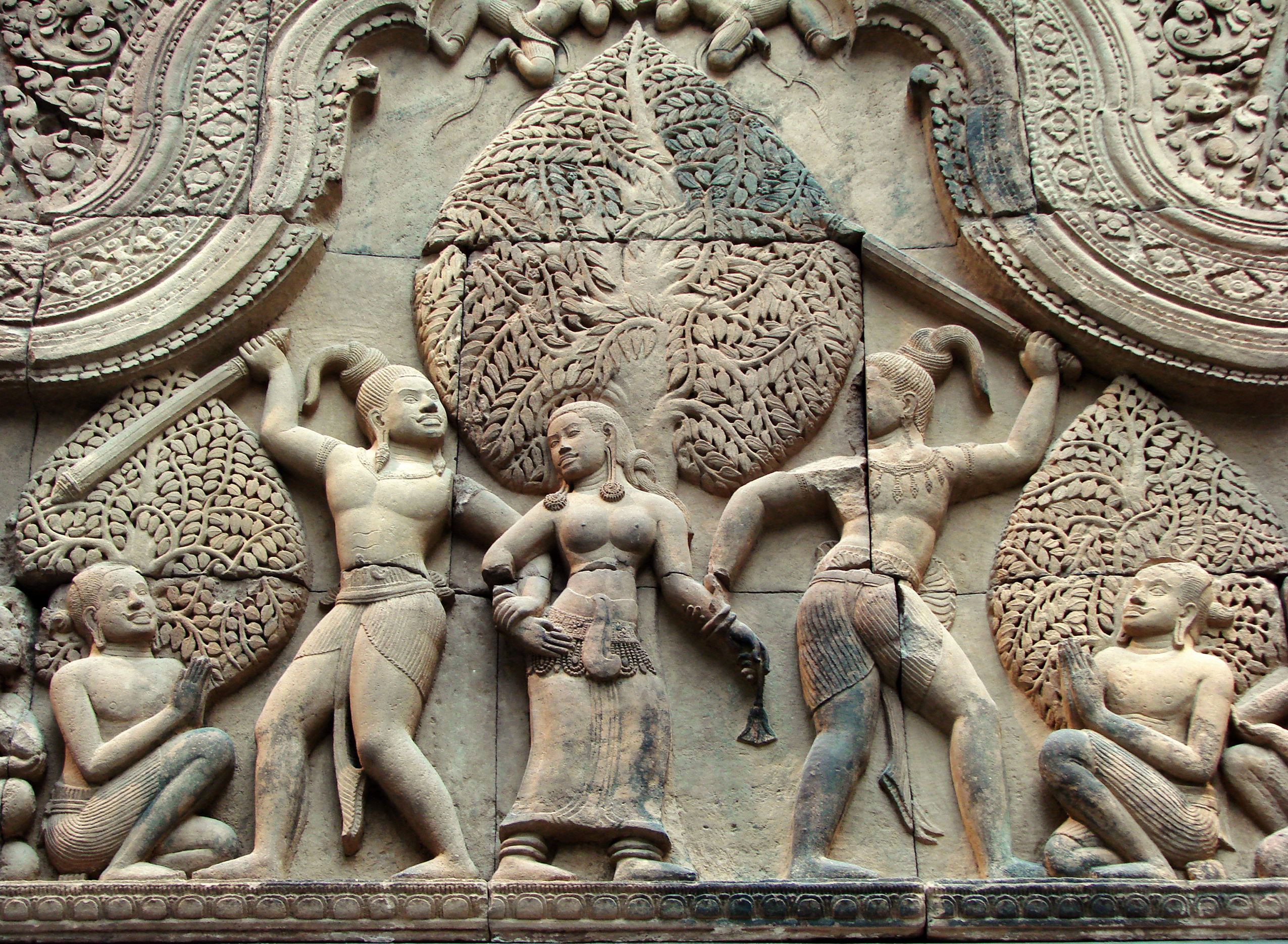
スンダとウパスンダの死闘。中央がティローッタマー。

ウパスンダ（梵: उपसुन्‍द, Upasunda）は、インド神話に登場するアスラである。ダイティヤ族に属する。ニクムバあるいはニスンダ（Nisunda）の息子。スンダと兄弟。息子はムカースラである。
スンダとウパスンダ兄弟は三界を征服してデーヴァ神族から支配を奪った。そこでブラフマー神はアスラ族から三界支配を奪還すべく、工匠神ヴィシュヴァカルマンに絶世の美女、アプサラスのティローッタマーの創造を命じた。ティローッタマーを見たとたん、スンダとウパスンダはティローッタマーを奪い合い、やがて兄弟でありながら死闘を繰り広げ、自滅した。これは『マハーバーラタ』に登場する有名なシーンでもある。